# ويليام كاميرون
ويليام كاميرون (بالإنجليزية: William Cameron)‏ هو سياسي أسترالي، ولد في 6 يوليو 1877، وتوفي في 6 مايو 1931. انتخب عضو الجمعية التشريعية نيو ساوث ويلز.